# جک گرینول
جان ریچارد "جک" گرینول (به انگلیسی: John Richard "Jack"Greenwell) (زاده ۲ ژانویه ۱۸۸۴ کانتی دورهام - درگذشته ۲۰ نوامبر ۱۹۴۲) بازیکن فوتبال و سرمربی انگلیسی بود. او به مدت هفت فصل مربی بارسلونا بود و پیش از آمدن یوهان کرایف از حیث مدت مربی بودن در بارسلونا رکورددار بود، در حال حاضر پس از یوهان کرایف او دارای رکورد بیشترین حضور به عنوان مربی با بارسلونا است. او در سال ۱۹۳۹ اولین مربی غیر آمریکای جنوبی بود که توانست با تیم ملی فوتبال پرو قهرمان کوپا امریکا شود و اولین قهرمانی در این رقابت‌ها را نیز برای پرو بدست آورد.